# Dănuț Moldovan
Dănuț Moldovan, né le 18 mars 1991 est un bobeur autrichien.

## Palmarès

### Championnats monde
- : médaillé d'argent en bob à 4 aux championnats monde de 2021.

### Coupe du monde
- 8 podiums  : 
  - en bob à 4 : 6 deuxièmes places et 2 troisièmes places.